# Schlacht bei Abukir (1799)
Shubrakit – Pyramiden – Salihiyya – Abukir I – al-Arisch – Jaffa – Akkon – Berg Tabor – Abukir II – Heliopolis – Alexandria I – Kairo – Alexandria II
Die Schlacht bei Abukir fand am 25. Juli 1799 bei dem Dorf Abukir (arabisch أبو قير, DMG Abū Qīr), etwa 15 Kilometer nordöstlich von Alexandria an der ägyptischen Mittelmeerküste zwischen Napoleons französischem Expeditionsheer und osmanischen Truppen statt. Die Schlacht ist nicht mit der berühmten Seeschlacht bei Abukir von 1798 zu verwechseln, in der Horatio Nelson die französische Flotte entscheidend besiegte.

## Vorgeschichte
Nach der Eroberung Ägyptens 1798 und der letztlich erfolglosen Belagerung von Akkon im Frühjahr 1799 zog sich Bonapartes Heer im Juni 1799 wieder nach Ägypten zurück. Bei Abukir landete am 14. Juli ein osmanisches Heer von 18.000 Mann unter Mustafa Pascha, die von einer britischen Flottendivision unter Admiral Sidney Smith eskordiert war. Bonaparte vollzog von Kairo nach Alexandrien einen außerordentlichen Marsch und rügte General Marmont, den Stadtkommandanten von Alexandria, weil dieser den türkischen Landungskopf nicht sofort angriff und es zugelassen hatte, dass die im Fort von Abukir haltende kleine französische Garnison nach mehrtägiger Gegenwehr durch die Türken unterging. Eine halbe Stunde vom Dorfe Abukir entfernt hatten die Türken eine sehr schmale Halbinsel besetzt und eine zweigliedrige Stellung aufgebaut. Die vordere Stellung war durch zwei Sandhügel gedeckt, von welchem der eine sich an das Meer, der andere sich an den See Madieh lehnte, und die ihren linken und rechten Flügel bildeten. Die zweite Stellung lag dahinter dicht vor dem Dorf Abukir, hier war die türkische Hauptmacht versammelt sowie das Lager des Befehlshabers aufgeschlagen.

## Die Schlacht

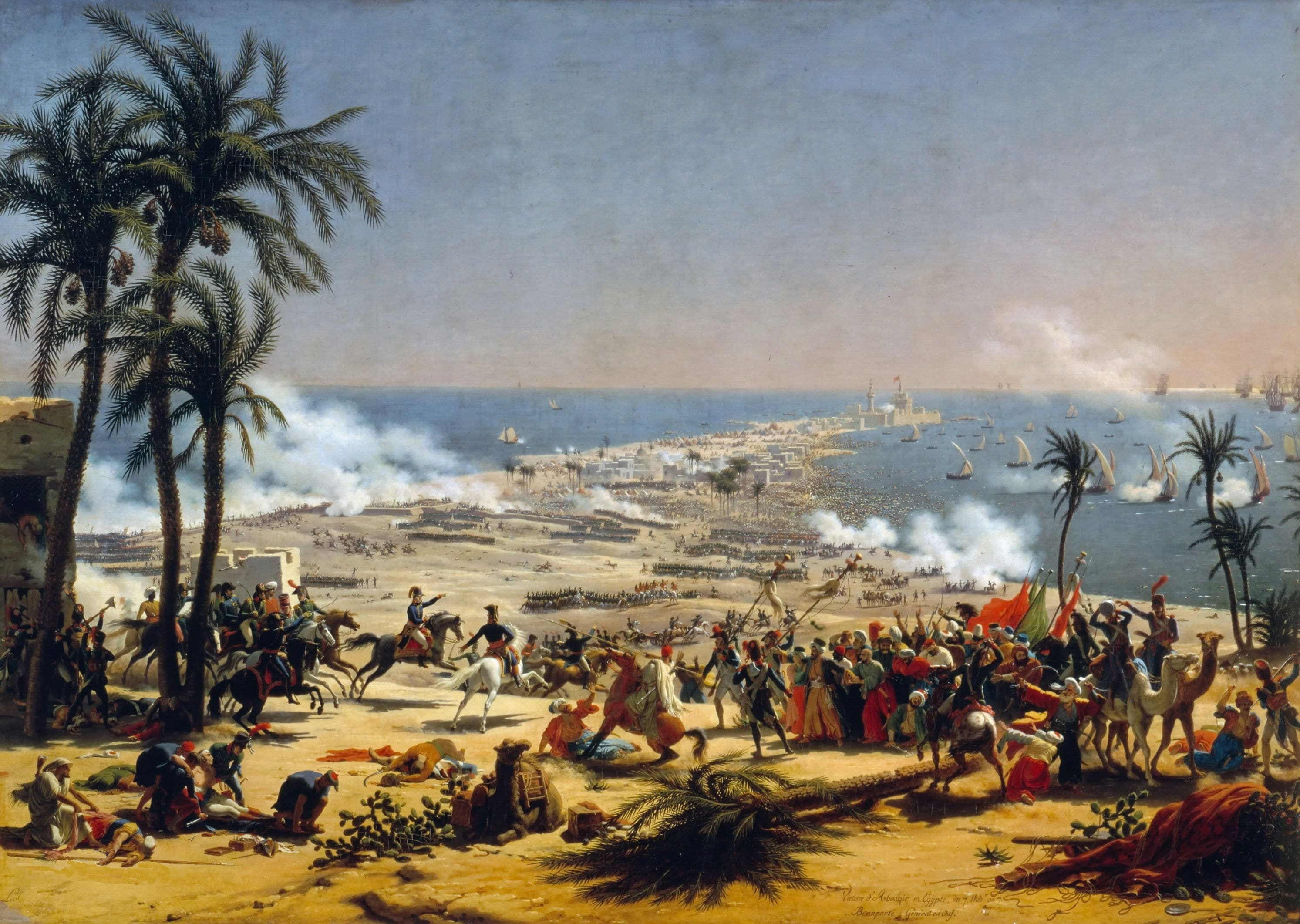
Angriff auf die Landzunge am 25. Juli

Bonaparte griff die Osmanen am 25. Juli mit 5.000 Mann Infanterie und 1.000 Mann Kavallerie an.
Die französische Brigade unter Destaing erstürmte zunächst am linken Flügel kühn einen Frontvorsprung, welchen die Reiterei unter Murat gleichzeitig durch eine Eskadron umgehen ließ. Es fehlte den Türken an Kavallerie, denn sie hatten bei der Landung kaum 300 Pferde mitgebracht. Auf dem rechten Flügel wurde die gleiche Operation von Lannes siegreich ausgeführt, damit war die erste Stellung der Türken genommen. Beim Angriff auf die zweite Stellung führte wieder Murat die Kavallerie und Lannes den rechten Flügel. General François Lanusse kommandierte jetzt den linken Flügel und General Davout sicherte gegen aufständische Araber im Rücken. General Kléber führte die Reserve, konnte aber nicht mehr eingreifen, da er noch zu weit von Abukir entfernt war. Die französische Artillerie unterhielt ein heftiges Feuer auf die Kanonenboote und die noch nicht im Kampf liegenden Teile der türkischen Stellung. Die 18. Halbbrigade unter Oberst Cretin blieb zunächst erfolglos vor der Redoute am Vezierhügel liegen. Der Angriff von Lannes mit der 69. Halbbrigade drang gleichzeitig erfolgreich in die Redoute der Türken ein.
General Murat nutzte den günstigen Moment und brach mit 6 Eskadronen zwischen dem Vezierhügel und dem Ufer der Reede durch. Mustafa Pascha kam dabei persönlich in einen Zweikampf mit Murat und wurde gefangen genommen. Der enge Raum zwischen dem Vezierhügel und dem Fort wurde dann Schauplatz eines fürchterlichen Massakers.
Nach einer Reihe von Fehlschlägen in Palästina entfaltete Bonaparte noch einmal seine taktische und strategische Überlegenheit: „Schnell aufmarschieren, mit vereinten Kräften zur rechten Zeit am entscheidenden Punkt angreifen, den Feind vernichten.“

## Folgen
Am 2. August 1799 fiel auch das Fort von Abukir wieder in französische Hände. Der Sieg verschaffte den Franzosen einige Monate Zeit um ihre Oberhoheit im nördlichen Ägypten wieder herzustellen. General Desaix erhielt Befehl den nach Oberägypten entkommenen Murad Bey zu verfolgen. Am 23. August begab sich Bonaparte mit Berthier, Murat, Lannes und anderen auf die Fregatte Muiron und schiffte sich nach Frankreich ein. Den Oberbefehl in Ägypten übergab er seinem fähigsten Unterführer General Kléber.
Bonaparte nutzte den Sieg von Abukir, sich in der französischen Öffentlichkeit mit einer „Verklärung der Ereignisse“ positiv darzustellen und günstige Voraussetzungen für einen Staatsstreich zu schaffen. Dieser erfolgte nach seiner bereits lange vorher geplanten, in Frankreich teilweise enthusiastisch gefeierten Rückkehr am 18. Brumaire (9. November 1799), bei dem das Direktorium abgelöst wurde und in der Folge Bonaparte Erster Konsul und damit zum Alleinherrscher über Frankreich wurde.